# Madamina, il catalogo è questo
Madamina, il catalogo è questo (italiano), en español: Señorita, el catálogo es este, también conocida como el aria del catálogo, es un aria para bajo de la ópera Don Giovanni de Wolfgang Amadeus Mozart, compuesta sobre un libreto en italiano de Lorenzo da Ponte.
Esta aria aparece en la escena 5 del primer acto de la ópera, por parte del personaje Leporello, quien dirige sus palabras a Donna Elvira. Consta de una descripción y recuento de las amantes de su amo y se canta la mayor parte sobre una alegre melodía. Se trata de una de las arias más célebres y populares de Mozart.

## Texto
| Italiano | Traducción |
| --- | --- |
| Madamina, il catalogo è questo Delle belle che amò il padron mio; un catalogo egli è che ho fatt'io; Osservate, leggete con me. In Italia seicento e quaranta; In Alemagna duecento e trentuna; Cento in Francia, in Turchia novantuna; Ma in Ispagna son già mille e tre. V'han fra queste contadine, Cameriere, cittadine, V'han contesse, baronesse, Marchesane, principesse. E v'han donne d'ogni grado, D'ogni forma, d'ogni età. Nella bionda egli ha l'usanza Di lodar la gentilezza, Nella bruna la costanza, Nella bianca la dolcezza. Vuol d'inverno la grassotta, Vuol d'estate la magrotta; È la grande maestosa, La piccina è ognor vezzosa. Delle vecchie fa conquista Pel piacer di porle in lista; Sua passion predominante È la giovin principiante. Non si picca – se sia ricca, Se sia brutta, se sia bella; Purché porti la gonnella, Voi sapete quel che fa. | Señorita, el catálogo es este de las bellas [mujeres] que amó mi patrón; un catálogo que yo mismo hice; observad, leed conmigo. En Italia, seiscientas cuarenta; En Alemania, doscientas treinta y una; Cien en Francia; en Turquía, noventa y una; Pero en España son ya mil tres. Entre éstas hay campesinas, camareras, ciudadanas, condesas, baronesas, marquesas, princesas, y hay mujeres de toda condición, de toda forma, de toda edad. De las rubias, él tiene costumbre de halagar la gentileza; de las morenas, la constancia; de las pálidas, la dulzura. Quiere para el invierno a la gordita, quiere para el verano a la flaquita; es la corpulenta majestuosa. la pequeña es más graciosa. A las viejas las conquista por el placer de ponerlas en la lista; su pasión predominante es la joven principiante. No le importa que sea rica, que sea fea, que sea bella; mientras lleve la faldita, vos sabéis lo que hará. |

## Estructura y versiones previas
Las dos mitades del aria revierte el orden usual de la cavatina seguido por la cabaletta: en la primera, aparece un rápido allegro en compás de 4/4, en la que Leporello resume las numerosas ocupaciones de las amantes de Don Giovanni; en la segunda, un andante con moto en 3/4 (con una melodía similar a la del Larghetto del Quinteto para piano y viento de Mozart), en la que describe sus acercamientos y preferencias, mientras que Donna Elvira presumiblemente escucha hororizada.
Una escena correspondiente en la que el sirviente de Don Giovanni expone una relación de las amantes de su amo estaba ya presente en muchas versiones anteriores de la historia de Don Juan, en ópera, teatro y commedia dell'arte: probablemente la iniciadora sea una versión de Il convitato di pietra atribuida a Andrea Cicognini. El precursor más inmediato (habiendo sido estrenada en 1787, unos pocos meses antes que el Don Giovanni de Mozart) fue la ópera Don Giovanni, o sia Il convitato di pietra compuesta por Giuseppe Gazzaniga sobre un libreto de Giovanni Bertati. En la ópera de Gazzaniga, el aria en la que el sirviente de Don Giovanni, Pasquariello, describe el catálogo de amantes de su amo a Donna Elvira comienza así:
| Italiano | Traducción |
| --- | --- |
| Dell'Italia, ed Alemagna ve ne ho scritte cento, e tante. Della Francia, e della Spagna ve ne sono non so quante: fra madame, cittadine, artigiane, contadine, cameriere, cuoche, e sguattere; perché basta che sian femmine per doverle amoreggiar. […] | De Italia, y Alemania aquí están escritas cien, o más. De Francia, y de España hay más de las que conozco: son damas, ciudadanas, artesanas, campesinas, camareras, cocineras, y criadas; porque basta con que sean féminas para tener que ligar. […] |

## Comentario adicional
Søren Kierkegaard discuste tel aria en la sección «Los estadios eróticos inmediatos o lo erótico musical» de su obra O lo uno o lo otro: aquí conjetura sobre la posibilidad de que el número 1003, que es el número de mujeres españolas seducidas por Don Giovanni, podría ser un último vestigio de la leyenda sobre Don Juan; además, el hecho de que se mencione tal número resulta raro y un tanto arbitrario, lo que le sugiere a Kierkegaard que la lista no está completa y que Don Giovanni aun la está expandiendo. Los aspectos cómicos de esta aria se mueven sobre un trasfondo siniestro y dramático. Kierkegaard encuentra en este aria el verdadero significado épico de la ópera: al condensar en grandes grupos innumerables mujeres, se expresa la universalidad de Don Giovanni como símbolo de sensualidad y anhelo para lo femenino.
Algunos especialistas consideran que algunos recursos del texto y de la música están destinados a transmitir un significado universal, algo tomado de una lista simple y humorística de mujeres: por ejemplo, Luigi Dallapiccola observa que en la línea «Cento in Francia, in Turchia novantuna» se rompe el ritmo de octosílabos, iluminando de esta manera toda el aria. Según Massimo Mila, «el chiste de esta commedia dell'arte (que se usa acompañado del gesto de desenrollar el pergamino del catálogo hacia la audiencia) tuvo consecuencias incalculables para determinar la interpretación romántica del personaje de Don Giovanni». El romanticismo interpretaba la obsesión expresada en el catálogo como un anhelo de lo absoluto.
El aria es la base de la obra In Re Don Giovanni (1977) de Michael Nyman, su primera composición para la Michael Nyman Band. Esta se construye partiendo de los quince primeros compases del aria y variándolos. Esta obra se convirtió, a su vez, en un dueto entre Wolfgang y su padre, Leopold Mozart en la ópera de Nyman Letters, Riddles and Writs, titulada «Beneficio y pérdida».